# Staphorst (gemeente)

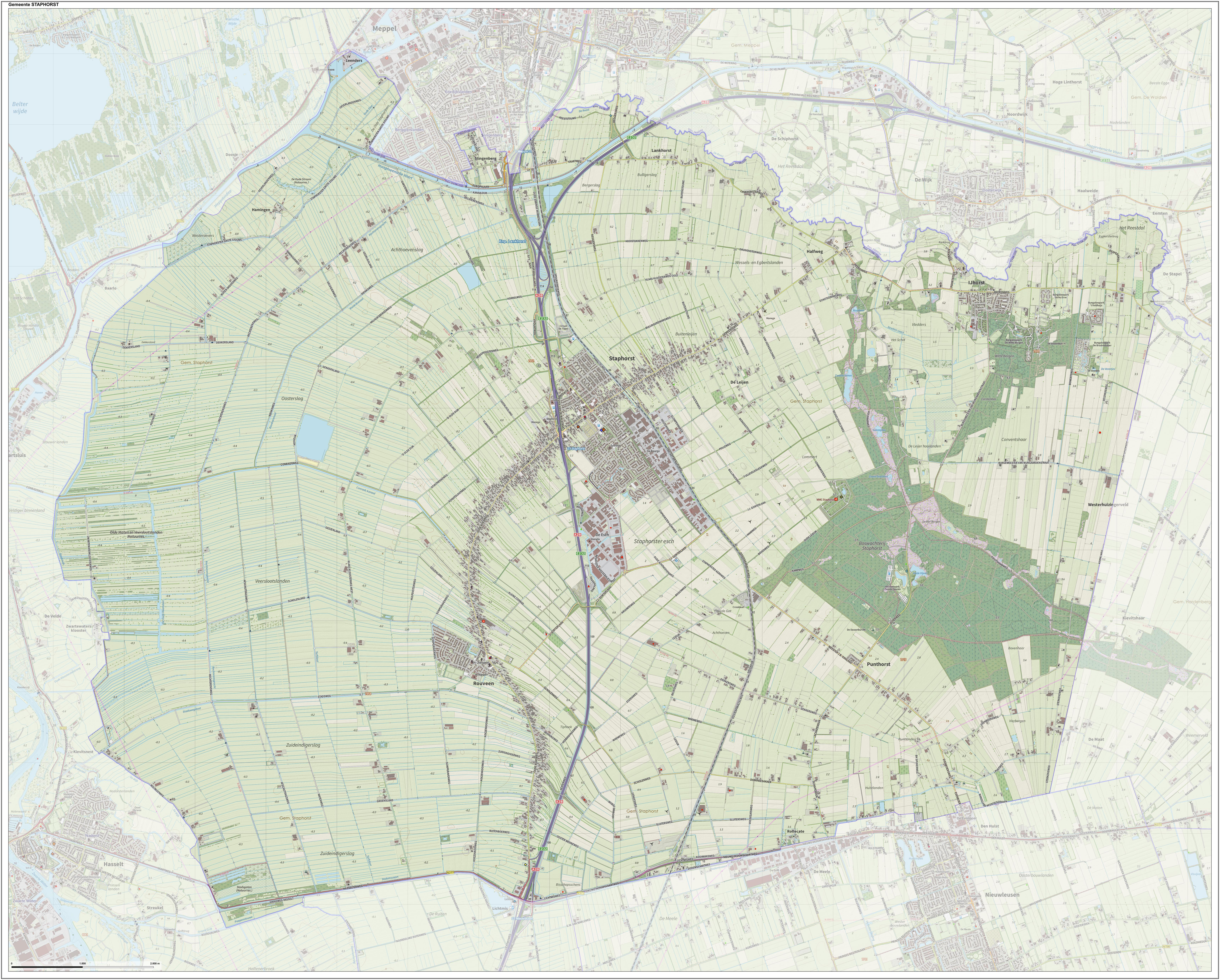
Topografische gemeentekaart van Staphorst, september 2022

Staphorst (Nedersaksisch: Stappest, [stɑpəst]ook wel Stappers [stɑpəs]) is een gemeente in de Nederlandse provincie Overijssel. De gemeente telt 17.738 inwoners (1 januari 2024, bron: CBS). De oppervlakte van de gemeente bedraagt 136 km². Hoofdplaats van de gemeente is het gelijknamige dorp.

## Gemeentewapen
De beschrijving van het gemeentewapen luidt: "zijnde een schild van lazuur, beladen met drie samengevoegde torens van goud". Er gaan verschillende verhalen over de betekenis van de torens in het wapen. Zo wordt gesteld dat de torens verwijzen naar de drie kerkdorpen, Staphorst, IJhorst en Rouveen, terwijl anderen verwijzen naar de torens van het voormalige Mariënklooster aan het Zwarte Water, dat door de protestanten gedurende de Reformatie vernield werd.

## Kernen
In de gemeente Staphorst liggen de volgende plaatsen:
| Woonplaats (BAG) | Inwoners 2023 |
| ---------------- | ------------- |
| Staphorst        | 10.815        |
| Rouveen          | 4.190         |
| IJhorst          | 1.580         |
| Punthorst        | 990           |

| Plaatsnaam                         | Inwoners |
| ---------------------------------- | -------- |
| Lankhorst                          | 355      |
| Hamingen                           | 38       |
| Halfweg                            | ?        |
| (De) Leijen                        | ?        |
| De Lichtmis (gedeeltelijk)         | ?        |
| Slingenberg (gedeeltelijk)         | ?        |
| Westerhuizingerveld (gedeeltelijk) | ?        |

De vier dorpen Staphorst, Rouveen, IJhorst en Punthorst vormen samen met de buurtschappen Lankhorst (daar is het knooppunt Lankhorst naar vernoemd), Hamingen, (De) Leijen, Halfweg, Slingenberg, Westerhuizingerveld en De Lichtmis (laatste drie slechts ten dele) de gemeente Staphorst.

## Monumenten

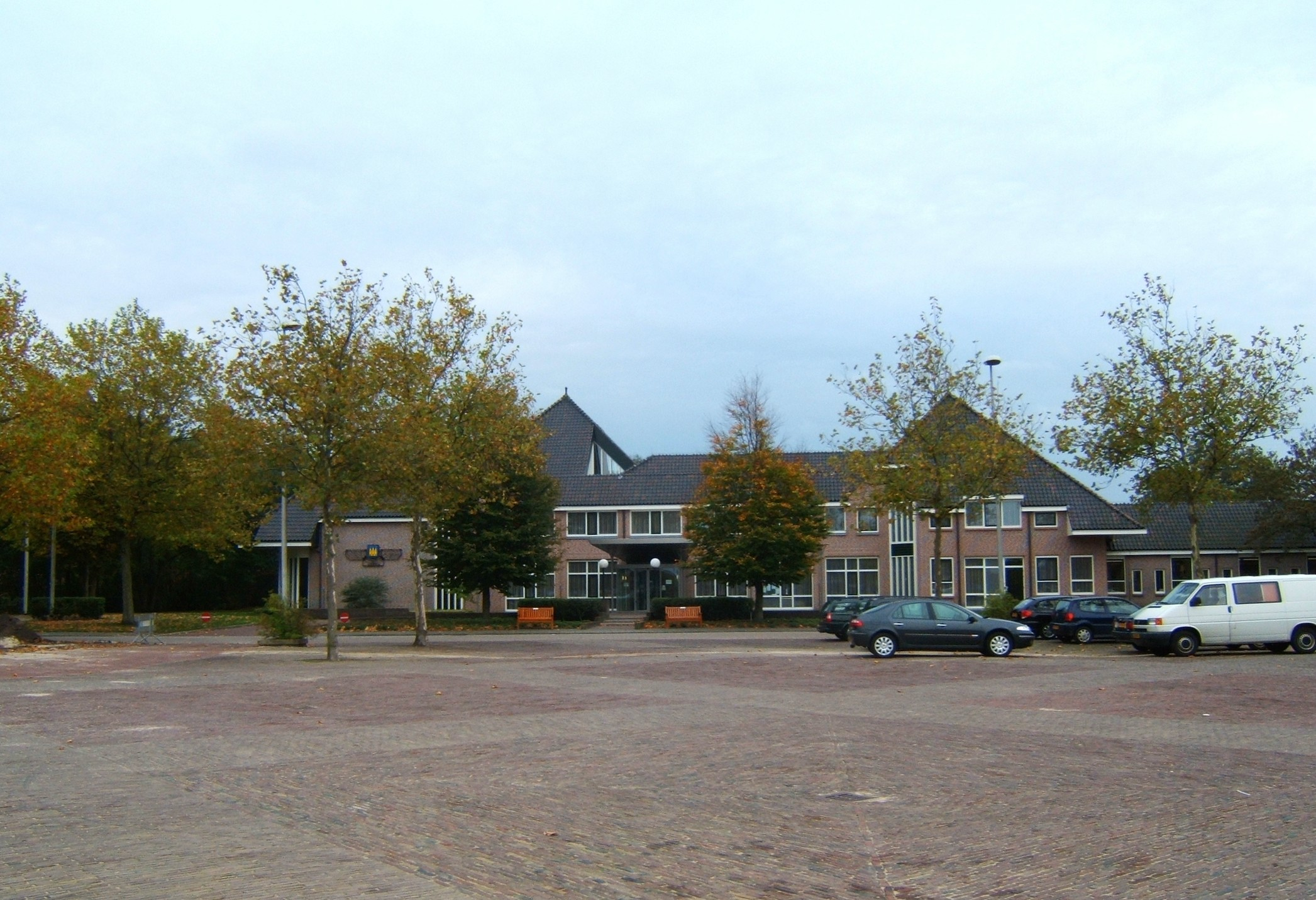
Gemeentehuis Staphorst

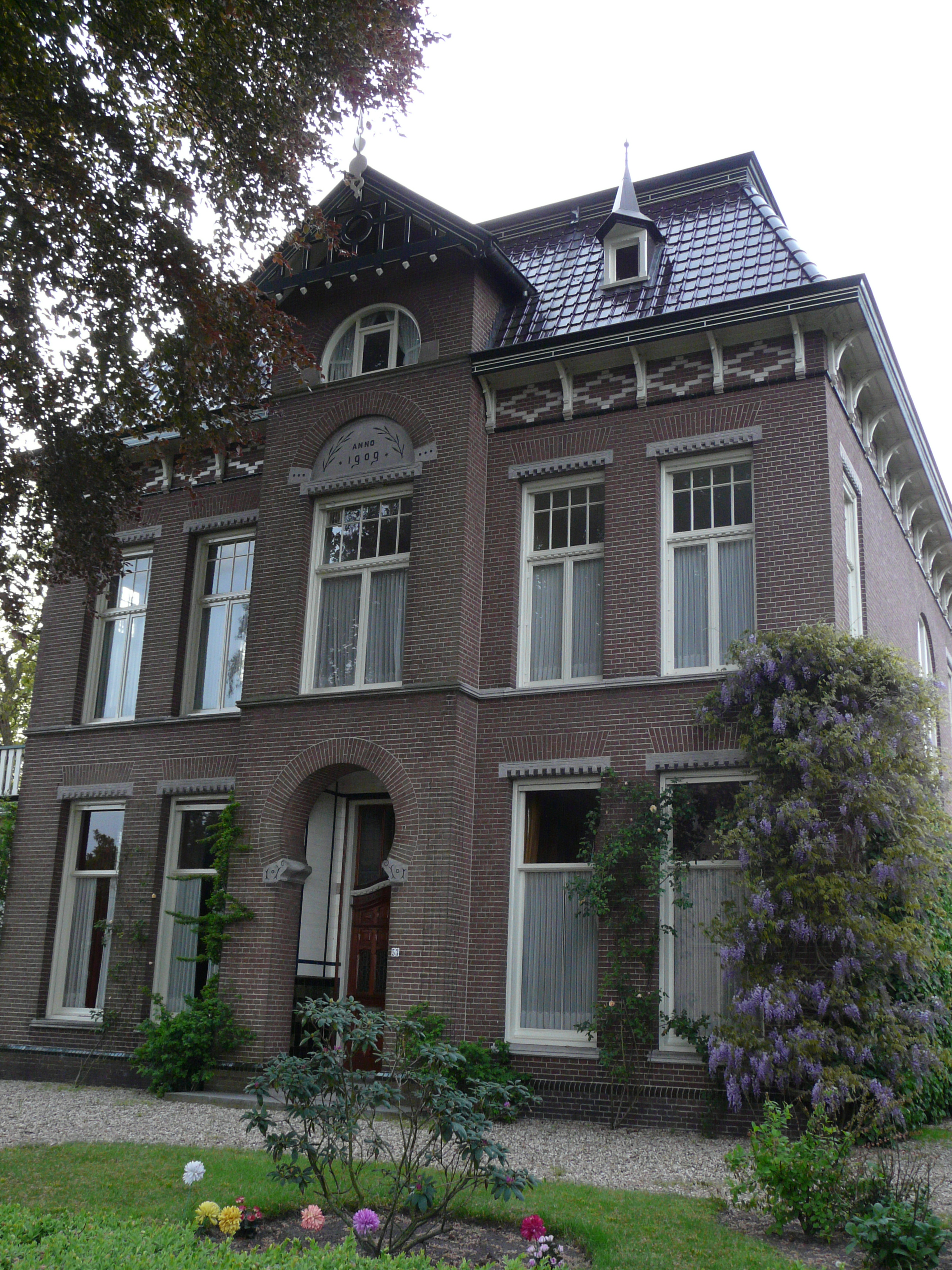
Pastorie, Gemeenteweg 53

Een deel van Staphorst is een beschermd dorpsgezicht. Verder zijn er in de plaats Staphorst bijna 190 rijksmonumenten, gemeentelijke monumenten en een aantal oorlogsmonumenten, zie:
- Lijst van rijksmonumenten in Staphorst (gemeente)
- Lijst van gemeentelijke monumenten in Staphorst (gemeente)
- Lijst van oorlogsmonumenten in Staphorst

Aan de Gemeenteweg dicht bij Halfweg staat de molen De Leijen, eveneens een rijksmonument.

## Toerisme
In het oostelijk deel van het Staphorster grondgebied ligt de Boswachterij Staphorst (Staatsbosbeheer) met de recreatievijver de Zwarte Dennen. In het noordoosten van de gemeente vormt het Reestdal de begrenzing met Drenthe. In het westelijk deel van de gemeente is het laagveen- en veenweidegebied Olde Maten en Veerslootlanden.

## Gemeentehuis
Het huidige gemeentehuis dateert uit de jaren 1981-1982 en is door twee plaatselijke aannemers gezamenlijk gebouwd. Op 9 juni 1982 werd het door prins Claus officieel geopend. In 2003 werd het nodig het gemeentehuis te verbouwen en uit te breiden. Deze verbouwing begon in de herfst van 2003 en werd in het voorjaar van 2004 voltooid. Er is een etage bovenop gekomen, maar toch werd het dorpse karakter zo veel mogelijk behouden. Er werd goed gekeken naar de huizen in de omgeving om het gebouw volgens de normen van de welstandscommissie te laten passen in de omgeving. In het gemeentehuis zijn de deuren naar de trouwzaal gemaakt van diverse panelen, uitgevoerd in houtsnijwerk.

## Onderwijs
De gemeente Staphorst telt tien scholen voor basisonderwijs en een vestiging van een instelling voor voortgezet onderwijs. Vijf basisscholen hebben feitelijk een reformatorisch karakter. Onder de Vereniging tot Stichting en Instandhouding van scholen met de Bijbel te Staphorst in de gemeente Staphorst vallen Dr. Maarten Lutherschool (Punthorst), Ds. Harmen Doornveldschool (Staphorst), Koning Willem-Alexanderschool (Staphorst), Prins Mauritsschool (Staphorst) en Willem de Zwijgerschool (Staphorst). Er zijn twee scholen voor openbaar onderwijs, De Berkenhorst (Staphorst) en De Iekmulder (IJhorst). Bestuurlijk vallen deze onder Stichting Promes, die negen scholen in de gemeenten Meppel en Staphorst onder zijn hoede heeft. Christelijk Nationale School (CNS, Staphorst) gaat uit van de Vereniging voor Christelijk Nationaal Schoolonderwijs te Staphorst. CNS en De Berkenhorst zijn gehuisvest in de accommodatie die bekend staat als ‘de combischool’. De Triangel (Rouveen) is een hervormde basisschool die uitgaat van de Vereniging tot stichting en instandhouding van Hervormde scholen op Gereformeerde Grondslag te Rouveen. GBS De Levensboom (Rouveen) maakt deel uit van Vereniging voor Gereformeerd Primair Onderwijs (VGPO) de Zevenster, die zeven gereformeerde basisscholen in Noordwest-Overijssel en Zuid-West Drenthe bestuurt. De Levensboom en De Triangel zijn gehuisvest in de Multifunctionele Combischool Rouveen (MCR). In Staphorst staat een vestiging van Pieter Zandt Scholengemeenschap, een reformatorische scholengemeenschap waarvan de hoofdvestiging in Kampen staat. Veel scholieren uit de gemeente bezoeken scholen voor middelbaar onderwijs in Meppel. Scholen als: Greijdanus Meppel en Terra zijn voorbeelden van deze scholen. Voor middelbaar en hoger beroepsonderwijs is Staphorst sterk op Zwolle georiënteerd.

## Demografie
Gemeente Staphorst heeft net als veel gemeenten in de 'Bijbelgordel' een hoog geboortecijfer. Het geboortecijfer bedraagt 14,9‰ in 2016. In 1988 was dat nog 19,6‰. Een vrouw in Staphorst krijgt gemiddeld 2,65 kinderen (gegevens uit 2016).

## Politiek
Naar Staphorst is de zogeheten Staphorster variant genoemd, een coalitiemogelijkheid in de Tweede Kamer, waarbij het CDA, de VVD en de kleine christelijke partijen (ChristenUnie en SGP) samen een regering vormen. De gemeente heeft ingespeeld op deze naamsbekendheid met haar reclameleus Staphorst, een prima variant.

### Gemeenteraad

#### Samenstelling gemeenteraad
Samenstelling van de gemeenteraad van Staphorst vanaf 1982:
| Gemeenteraadszetels  | Gemeenteraadszetels | Gemeenteraadszetels | Gemeenteraadszetels | Gemeenteraadszetels | Gemeenteraadszetels | Gemeenteraadszetels | Gemeenteraadszetels | Gemeenteraadszetels | Gemeenteraadszetels | Gemeenteraadszetels | Gemeenteraadszetels |
| Partij               | 1982                | 1986                | 1990                | 1994                | 1998                | 2002                | 2006                | 2010                | 2014                | 2018                | 2022                |
| -------------------- | ------------------- | ------------------- | ------------------- | ------------------- | ------------------- | ------------------- | ------------------- | ------------------- | ------------------- | ------------------- | ------------------- |
| SGP                  | 5                   | 5                   | 5                   | 5                   | 5                   | 6                   | 6                   | 5                   | 5                   | 5                   | 6                   |
| ChristenUnie         | -                   | -                   | -                   | -                   | -                   | 4                   | 4                   | 4                   | 4                   | 5                   | 5                   |
| CDA                  | 3                   | 3                   | 3                   | 2                   | 3                   | 3                   | 3                   | 3                   | 4                   | 4                   | 3                   |
| Gemeentebelangen     | -                   | -                   | -                   | -                   | -                   | -                   | -                   | 3                   | 1                   | 2                   | 2                   |
| PvdA                 | 2                   | 2                   | 2                   | 2                   | 2                   | 2                   | 2                   | 2                   | 2                   | 1                   | 1                   |
| Gemeentebelangen-VVD | -                   | 2                   | 2                   | 2                   | 3                   | 2                   | 2                   | -                   | -                   | -                   | -                   |
| RPF                  | 1                   | 2                   | 1                   | 2                   | 3                   | -                   | -                   | -                   | -                   | -                   | -                   |
| GPV                  | 1                   | 1                   | 1                   | 1                   | 1                   | -                   | -                   | -                   | -                   | -                   | -                   |
| Boerenpartij         | 1                   | -                   | 1                   | 1                   | -                   | -                   | -                   | -                   | -                   | -                   | -                   |
| VVD                  | 2                   | -                   | -                   | -                   | -                   | -                   | -                   | -                   | -                   | -                   | -                   |
| Liberaal Netwerk     | -                   | -                   | -                   | -                   | -                   | -                   | -                   | -                   | 1                   | -                   | -                   |
| Totaal               | 15                  | 15                  | 15                  | 15                  | 17                  | 17                  | 17                  | 17                  | 17                  | 17                  | 17                  |

#### College B&W
Burgemeester: J. ten Kate (partijloos)
Wethouder: ing. L. Mulder (SGP)
Wethouder: J.C. Bos (ChristenUnie)
Wethouder: H. Brinkman (CDA)
Gemeentesecretaris: M.T. van de Wetering

### Tweede Kamerverkiezingen
In Staphorst werd als volgt gestemd bij de Tweede Kamerverkiezingen:
| Partij                        | 1977   | 1981   | 1982   | 1986   | 1989   | 1994   | 1998   | 2002 | 2003 | 2006 | 2010 | 2012 | 2017 |
| ----------------------------- | ------ | ------ | ------ | ------ | ------ | ------ | ------ | ---- | ---- | ---- | ---- | ---- | ---- |
| SGP                           | 32,1   | 32,9   | 32,9   | 31,7   | 32,7   | 31,0   | 30,1   | 29,4 | 28,7 | 28,3 | 29,3 | 32,6 | 33,9 |
| CDA                           | 21,4   | 23,4   | 21,9   | 26,8   | 27,6   | 19,2   | 19,1   | 27,6 | 32,8 | 30,4 | 20,4 | 11,6 | 17,5 |
| ChristenUnie**                | (14,6) | (15,1) | (16,1) | (16,0) | (16,2) | (19,3) | (19,9) | 17,2 | 13,7 | 18,1 | 17,2 | 16,6 | 16,4 |
| VVD                           | 11,1   | 12,2   | 14,1   | 11,4   | 8,6    | 11,1   | 12,4   | 8,2  | 8,6  | 7,0  | 10,8 | 18,4 | 10,1 |
| Partij voor de Vrijheid (PVV) | -      | -      | -      | -      | -      | -      | -      | -    | -    | 2,5  | 9,2  | 6,2  | 8,4  |
| PvdA                          | 11,9   | 9,7    | 10,1   | 10,9   | 11,0   | 9,4    | 11,6   | 5,9  | 9,5  | 7,2  | 6,0  | 7,9  | 2,1  |
| SP                            | 0,0    | 0,1    | 0,1    | 0,0    | 0,0    | 0,1    | 0,7    | 1,1  | 1,3  | 4,1  | 2,9  | 2,6  | 2,6  |
| D66                           | 1,6    | 4,3    | 2,3    | 1,9    | 2,6    | 5,4    | 2,6    | 1,6  | 1,0  | 0,3  | 1,8  | 1,9  | 2,9  |
| GroenLinks*                   | (0,8)  | (1,4)  | (1,4)  | (0,8)  | 0,8    | 0,4    | 1,5    | 1,3  | 1,2  | 1,0  | 1,6  | 0,5  | 2,0  |
| Partij voor de Dieren         | -      | -      | -      | -      | -      | -      | -      | -    | -    | 0,5  | 0,3  | 0,6  | 1,0  |
| 50PLUS                        | -      | -      | -      | -      | -      | -      | -      | -    | -    | -    | -    | 0,7  | 1,3  |
| Forum voor Democratie         | -      | -      | -      | -      | -      | -      | -      | -    | -    | -    | -    | -    | 1,3  |
| Fortuyn (LPF)                 | -      | -      | -      | -      | -      | -      | -      | 6,4  | 2,8  | 0,1  | -    | -    | -    |
| RPF**                         | 5,1    | 6,6    | 7,7    | 7,4    | 7,3    | 10,4   | 11,2   | -    | -    | -    | -    | -    | -    |
| GPV**                         | 9,5    | 8,5    | 8,4    | 8,6    | 8,9    | 8,9    | 8,8    | -    | -    | -    | -    | -    | -    |
| Overigen                      | 7,3*** | 2,4    | 2,5    | 1,2    | 0,4    | 4,1    | 2,1    | 1,4  | 0,4  | 0,6  | 0,5  | 0,4  | 0,5  |
| Opkomst %                     | 95,0   | 94,9   | 93,0   | 94,1   | 91,0   | 88,4   | 87,0   | 91,0 | 91,7 | 91,5 | 87,1 | 86,6 | 91,2 |

* 1989: CPN, EVP, PPR & PSP → GroenLinks
** 2002: GPV & RPF → ChristenUnie
*** Overige 1977: Boerenpartij 6,1

## Aangrenzende gemeenten
| Aangrenzende gemeenten | Aangrenzende gemeenten | Aangrenzende gemeenten | Aangrenzende gemeenten | Aangrenzende gemeenten |
| ---------------------- | ---------------------- | ---------------------- | ---------------------- | ---------------------- |
| Steenwijkerland        |                        | Meppel (Dr)            |                        | De Wolden (Dr)         |
|                        |                        |                        |                        |                        |
| Zwartewaterland        | Hardenberg             |                        |                        |                        |
|                        |                        |                        |                        |                        |
| Zwolle                 |                        | Dalfsen                |                        |                        |